# 安农水库
安农水库是中国广西壮族自治区崇左市宁明县境内的一座水库，位于左江支流安农溪上，建于1970年。水库正常库容为650万立方米，集雨面积为50平方千米，海拔为95.2米。